# Gunnar Jansson (football)
Pour les articles homonymes, voir Gunnar Jansson et Jansson.
Gunnar Jansson, né le 17 juillet 1907 en Suède et mort le 13 mai 1998 était un footballeur suédois.

## Biographie
Jansson évoluait dans le club du championnat suédois (Allsvenskan) du Gefle IF dans les années 1930.
Il fait ses débuts en international avec l'équipe de Suède le 23 mai 1934 contre les Polonais. Il est ensuite sélectionné pour disputer la coupe du monde 1934 en Italie, où son pays atteint les quarts-de-finale.